# Townshend Stith Brandegee
Townshend Stith Brandegee, född den 16 februari 1843 i Berlin, Connecticut, död den 7 april 1925 i Berkeley, Kalifornien var en amerikansk botaniker som var en auktoritet på Baja Californias och kaliforniska Channel Islands flora.
Han gifte sig 1889 med botanikern Mary Katharine Layne Curran.
Auktorsnamnet Brandegee kan användas för Townshend Stith Brandegee i samband med ett vetenskapligt namn inom botaniken; se Wikipediaartiklar som länkar till auktorsnamnet.